# Qaenat
Qaenat (persiska: قائنات), ibland även Qaen eller Qayen, officiellt Shahrestan-e Qaenat (شهرستان قائنات), är en delprovins (shahrestan) i Iran. Den ligger i provinsen Sydkhorasan, i den östra delen av landet. Administrativt centrum är staden Qaen. 
Delprovinsen hade 116 181 invånare 2016.